# الكدية (كرسبي)
الكُدية أو كُدية كرسبي هي بلدية في كُستِرة في منطقة بلنسية إسبانيا.